# Anacharsis Cloots

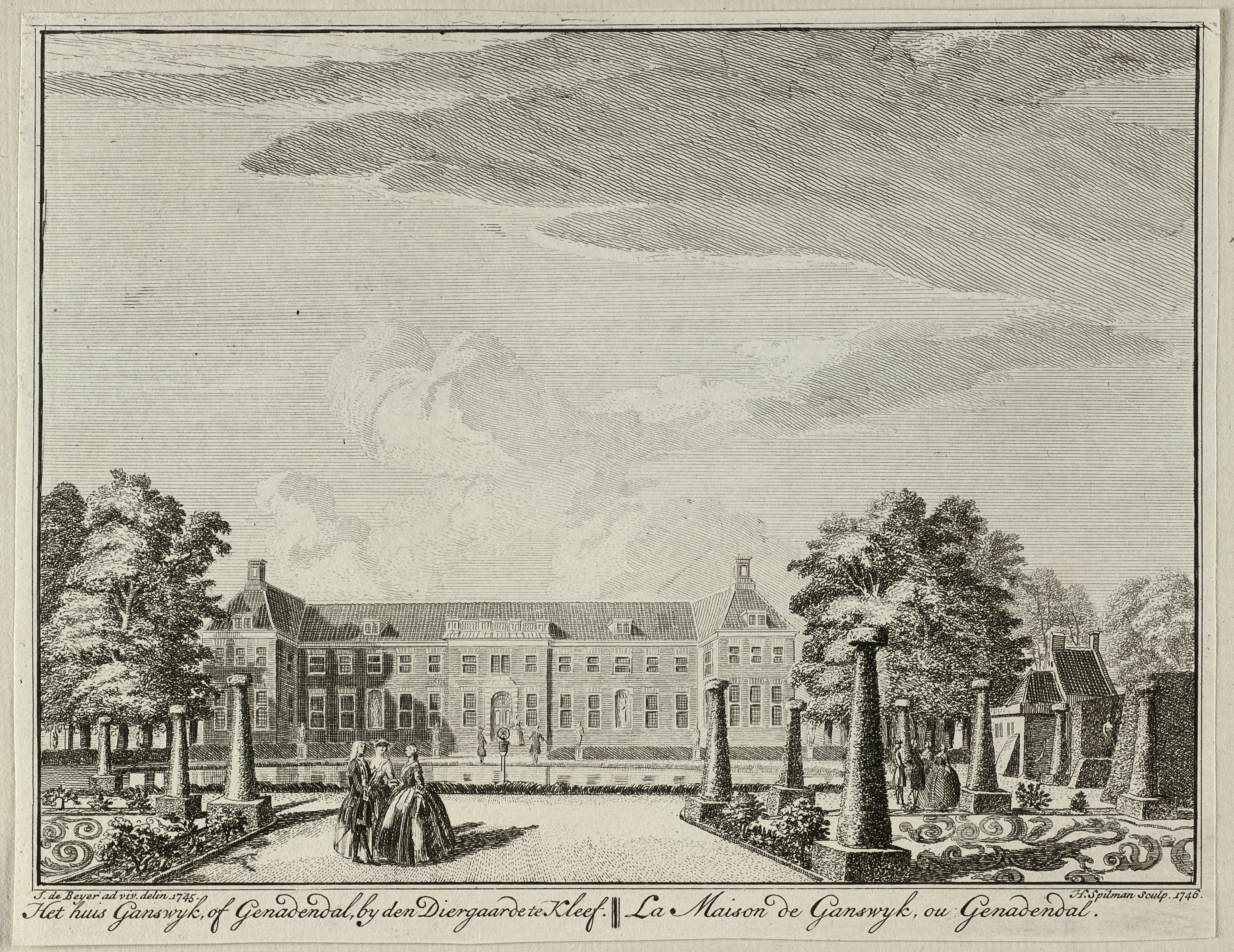
Geboortehuis van Anacharsis Cloots, Slot Gnadenthal in Kleef in 1745, kopergravure door Hendrik Spilman

Johann Baptist Hermann Maria Cloots bekend als Anacharsis Cloots, ook als 'Clootz' geschreven, (Kleef, Slot Gnadenthal, 24 juni 1755 - Parijs, 24 maart 1794) was een Pruisische edelman, die een belangrijke rol speelde in de eerste fase van de Franse Revolutie. Zijn officiële naam in Frankrijk was Jean-Baptiste du Val-de-Grâce Baron de Cloots; hij kreeg de bijnamen "Redenaar van de mensheid", "Citoyen de l'humanité" en "Persoonlijke vijand van God".

## Afkomst
De familie Cloots had rooms-katholieke en Amsterdamse wortels, en had fortuin vergaard in de handel. Zijn vader, Thomas Franciscus Cloots (1720-1767 of 1794), was in 1748 getrouwd in Tegelen en in 1756 door Maria Theresia in de adelstand verheven, nadat zijn broer Paul was gestorven. Daardoor kwam de familie in het bezit kasteel Gnadenthal bij Donsbrüggen. Hij was persoonlijk-raadgever bij Frederik II van Pruisen. Zijn moeder Alida Jacoba was een zuster van Abbé Cornelis de Pauw, filosoof, aardrijkskundige en voorlezer aan het hof van de koning van Pruisen.
Op elfjarige leeftijd werd Jean-Baptiste naar Parijs gestuurd om zijn opleiding te voltooien. Daar kwam hij onder invloed van de theorieën van zijn oom, en dweepte er met Diderot en Voltaire. Rond 1773 werd hij door zijn vader in de militaire academie van Berlijn geplaatst. Op 20-jarige leeftijd verliet hij die om door Europa te trekken, zijn theorieën verkondigend en levend als een rijke man van stand.

## Cloots rol in de Franse Revolutie
Bij het uitbreken van de Franse Revolutie trok hij naar Parijs, in de veronderstelling er een gunstige bodem te vinden voor het verwezenlijken van zijn droom: de universele familie der natiën. Op 19 juni 1790 verscheen hij aan de balie van de Nationale Vergadering aan het hoofd van 36 buitenlanders, afkomstig uit vier werelddelen. De helft van de delegatie kwam uit de Nederlandse Republiek. In naam van deze gezanten van de mensheid, waaronder een Chaldeeër, een Litouwse jood, en een man uit Tunesië en een uit Tripoli, die allen veel opzien baarden, verklaarde hij dat de wereld toetreedt tot de Verklaring van de Rechten van de Mens en de Burger. Hierdoor kreeg hij de bijnaam 'Spreker van de Mensheid'. Hij nam die titel over en liet tegelijk zijn baronstitel vallen. Zijn doopnamen liet hij vervangen door Anacharsis, naar de roman van abbé Jean Jacques Barthélemy.
In 1792 schonk hij 12.000 livres aan de Franse republiek met de expliciete opdracht hiermee 40 à 50 soldaten te bewapenen voor de strijd tegen de tirannie. Op 4 september 1792 werd hij verkozen als vertegenwoordiger van het departement Oise met 279 op 452 stemmen. Datzelfde jaar was hij "citoyen français" geworden. Als zelfbenoemde "persoonlijke vijand van God en Jezus Christus" verklaarde hij de onverbiddelijke oorlog aan religies en tronen. In december riep hij op de gehele wereld in gelijke departementen te verdelen en verklaarde hij in de Conventie dat Holland ingelijfd zou moeten worden en aan te vallen was via zijn geboortegrond, door Arnhem en Nijmegen in te nemen.
Tijdens het proces tegen Lodewijk XVI merkte hij op "dat er maar een vorst is en dat is de mensheid, te weten de universele rede". Bij de discussie over de op te leggen straf was hij voor de doodstraf: "Het volk is de ware soeverein. Louis Capet, Frederik Willem en alle tirannen van de wereld zijn schuldig aan majesteitsschennis. Het volk eist de dood van de tiran Capet".
Op de dag dat men in de Conventie het Feest van de Rede hield, schonk Cloots aan de Assemblee zijn boekwerk over de religies en vroeg tegelijk een standbeeld op te richten voor de atheïstische priester Jean Meslier. De vergadering applaudisseerde en gaf opdracht het boek te drukken en te verspreiden. Dit is het moment waar Cloots in het vizier kwam van Robespierre, een gematigd anti-atheïst.
Op 10 oktober verbood Joseph Fouché elke godsdienstige ceremonie buiten het kerkgebouw. Op 5 of 24 oktober werd de revolutionaire kalender ingesteld. Burgerlijke feesten op de tiende dag moesten de zondag vervangen. Op 6 november verklaarde de Conventie dat de gemeente het recht had de katholieke godsdienst af te schaffen. 's Avonds werd in de Club der Jacobijnen fel van leer getrokken tegen de priesters. Op 7 november 1793 deed Jean-Baptiste Gobel, op initiatief van Anacharsis Cloots, samen met 14 van zijn priesters, en misschien wel de hele Parijs clerus, afstand van zijn ambt. Dat kon worden beschouwd als het (gedwongen) afzweren van het christendom. Zij hadden in het openbaar hun roomse gewaad uitgetrokken. De Notre-Dame werd de tempel van de rede. In de kathedraal werd niet meer een christelijk god aanbeden, maar de Cultus van de rede gepraktiseerd. Gobel nam deel aan deze cultus, die plaatsvond op 10 november. Het feest ontaardde in de zijbeuken, en Robespierre keurde de uitspattingen af op 21 november. De Commune van Parijs bekrachtigde de sluiting van alle kerken. Eind november waren alle kerken in de hoofdstad aan de cultus van de Rede gewijd. Op 7 december nam Robespierre het moedige besluit om de vrijheid van godsdienst veilig te stellen.
De 22e frimaire van het jaar II was het de beurt aan Anacharsis Cloots. Het begon bij de aanval van Robespierre op 12 december in de Jacobijnenclub, waar Cloots nog voorzitter van was geweest, die een zuivering onder haar buitenlandse leden wilde houden. Men trachtte hem – gezien zijn afkomst – voor te stellen als een spion. Cloots antwoordde: "Ik ben 38 jaar en woon al sinds mijn 11e te Parijs. Ik ben dus al 27 jaar Parijzenaar". Hem werd aangewreven contacten te hebben gehad met bankier Van den IJver & Zonen, die beschuldigd waren van een samenzwering tegen Frankrijk en vier dagen eerder het slachtoffer waren geworden van de guillotine. Robespierre voerde zelf de grote aanval uit, vooral gebaseerd op Cloots' Pruisische afkomst, zijn baronstitel en zijn radicale ideeën. Cloots werd lijkbleek; hij werd opgesloten in het Palais du Luxembourg, de staatsgevangenis voor aristocraten. Kort daarna werd hij door Saint-Just in één adem genoemd met de hébertisten, radicalen die beschuldigd werden van het beramen van een complot. Op 23 maart 1794 (3 germinal van het jaar II) werden ze gearresteerd en dadelijk schuldig bevonden. Cloots kon nog gedaan krijgen dat hij als laatste, los van de hébertisten, onder wie Johannes Conradus de Kock, geguillotineerd werd. 's Anderendaags ging hij al onder de valbijl. Volgens de beschrijvingen stierf hij zeer waardig en kon hij het niet laten nog een laatste speech te houden.
De hoofden van de oud-bisschop Jean-Baptiste Gobel, Chaumette en Momoro (die het vrijmetselaarsdevies Liberté, Egalité, Fraternité lanceerde) vielen op 13 april.

## Varia
- Anacharsis Cloots woonde te Parijs in de rue Jacob. Hij hield ervan met zijn twee knechten met de koets races te houden in de straat.
- De Duitse beeldhouwer Joseph Beuys had grote bewondering voor Anacharsis Cloots en signeerde enkele van zijn werken met "JosephAnacharsis Clootsbeuys".

## Werken
- (fr)  La Certitude des preuves du mahométisme (Londen, 1780), gepubliceerd onder het pseudoniem van Ali-GurBer, als antwoord op Nicolas-Sylvestre Bergiers Certitude des preuves du christianisme
- (fr) Voltaire triomphant ou les prêtres déçus (178?), 30 blz. Toegeschreven aan Cloots. gallica.bnf.fr. Vertaald als: De zegepraalende Voltaire op zijn sterfbed, of De bedrogene priesters; tooneelspel[a] (1787)
- (fr) Adresse d'un Prussien à un Anglais (Parijs, 1790), 52 blz. gallica.bnf.fr
- (fr) Discours prononcé à la barre de l'Assemblée nationale par M. de Cloots, du Val-de-Grâce,... à la séance du 19 juin 1790 (1790), 4 p. gallica.bnf.fr
- (fr) L'Orateur du genre humain, ou Dépêches du Prussien Cloots au Prussien Herzberg (Parijs, 1791)
- (fr) Anacharsis Cloots aux assemblées primaires du Hainaut, du Brabant, de la Flandre, ... (1792)
- (fr) Ni Marat, ni Roland. Opinion (1792). Bevat: 1. Réponse d'Anacharsis Cloots. 2. A. Cloots: Aux assemblées primaires du Hainaut
- (fr) A mon tour la parole. Réponse aux diatribes Rolando-Brissotines (1792)
- (fr) La République universelle ou adresse aux tyrannicides (1792). Vertaald als: De algemeene republiek, of Aanspraak aan de ombrengers der dwingelanden[b] (1792)
- (fr) Bases constitutionnelles de la République du genre humain[c] (Paris, 1793), 48 p.
- (fr) Un mot d'Anacharsis Cloots sur les conférences secrétes entre quelques membres de la Convention. Mars 1793, l'an 2me, de la République (1793)
- Adres aan de Bataafsche sansculottes, ingeleverd ter societeit van de Jacobijnen, zittende te Parijs, den 14 vendimaire; en door deeze moedersocieteit overgenomen, geordineerd voor de leden te drukken en aan de geallieerde societeiten te verzenden; getrokken uit de Utrechtsche courant van den 13 november 1793[d] (1793)
- (fr) Écrits révolutionnaires : 1790-1794. Paris, Champ Libre, 1979 ISBN 2-85184-106-8

## Voetnoten
1. ↑  (en)  Doyle, William (1989);  The Oxford History of the French Revolution]; Clarendon Press. zie blz. 160: "... Anacharsis Cloots, een rijke Pruisische edelman die in 1785 Frankrijk had verlaten waarbij hij had gezworen niet terug te komen tot de Bastille was gevallen."
2. ↑  (en)  Siegfried Weichlein, "Cosmopolitanism, Patriotism, Nationalism," Unity and Diversity in European Culture ca. 1800 (Kosmopolitisme, patriottisme, nationalisme," Eenheid en diversiteit in de Europese cultuur rond 1800), red. Tim Blanning en Hagen Schulze, (New York: Oxford University Press, 2006), p.96
3. ↑  heimat-kleve.de/geschichte/gnadenthal, gearchiveerd
4. ↑  anacharsis-cloots-denker-uit-de-duffelt Rietje van Vliet wordpress, gearchiveerd op 13 augustus 2018
5. ↑  Rosendaal, Joost (2003) Bataven! Nederlandse vluchtelingen in Frankrijk 1787-1795, p. 284-286.
6. ↑  Rosendaal, J. (2003) Bataven! Nederlandse vluchtelingen in Frankrijk 1787-1795, p. 532.
7. ↑  Rosendaal, J. (2003) Bataven! Nederlandse vluchtelingen in Frankrijk 1787-1795, p. 356-357.
8. ↑  Soboul, A. (1979) De Franse Revolutie II, p. 293.
9. ↑  Prent bij gettyimages.nl
10. ↑  Flake, O. (1968) De Franse Revolutie, 1789-1799, p. 151.
11. ↑  Rosendaal, J. (2003) Bataven! Nederlandse vluchtelingen in Frankrijk 1787-1795, p. 405, 411.

Gedigitaliseerde versies van Cloots' 'werken
1. ↑  De zegepraalende Voltaire op zijn sterfbed, of De bedrogene priesters; tooneelspel op Delpher
2. ↑  De algemeene republiek, of Aanspraak aan de ombrengers der dwingelanden op Delpher
3. ↑  Bases constitutionnelles de la République du genre humain op Google Books
4. ↑  Adres aan de Bataafsche sansculottes, ingeleverd ter societeit van de Jacobijnen, zittende te Parijs, den 14 vendimaire op Google Books